# Länderspiel
Ein Länderspiel ist eine sportliche Begegnung zwischen zwei Nationalmannschaften. Bei einem Länderspiel kann es sich sowohl um ein Freundschaftsspiel als auch um ein Pflichtspiel im Rahmen einer Liga, eines Turniers oder der Qualifikation für ein solches handeln. Bei Sportarten, deren Wettkampf nicht aus einem Spiel besteht, spricht man statt von einem Länderspiel von einem Länderkampf. Früher wurde der Begriff Länderkampf aber auch im Fußball verwendet.
Wer als Spieler mindestens ein Länderspiel bestritten hat, darf sich Nationalspieler seines Landes nennen. Die Länderspiele eines Spielers werden gezählt und stellen in der Regel einen wichtigen Leistungsnachweis dar.
Es gibt in vielen Sportarten auch Länderspiele zwischen Jugend- und Juniorenmannschaften. Die Länderspiele in den einzelnen Altersklassen werden separat erfasst, gemeinhin gelten als Länderspiele nur die Spiele in der A-Nationalmannschaft.
Länderspiele im Fußball sind, was das Zuschauer- und Medieninteresse betrifft, die bedeutendsten, insbesondere in Europa und Südamerika. Sie finden in der Regel in großen Stadien statt und werden im Fernsehen übertragen. Vor der Verbreitung des Fernsehens wurde über Länderspiele in den Wochenschauen berichtet. Bei Aufnahmen aus dieser Zeit, die nun im Fernsehen gezeigt werden, handelt es sich in den meisten Fällen um Wochenschauberichte.
Je nach Region ziehen aber auch Länderspiele im Hockey, Polo, Rugby und Cricket viele Zuschauer an.

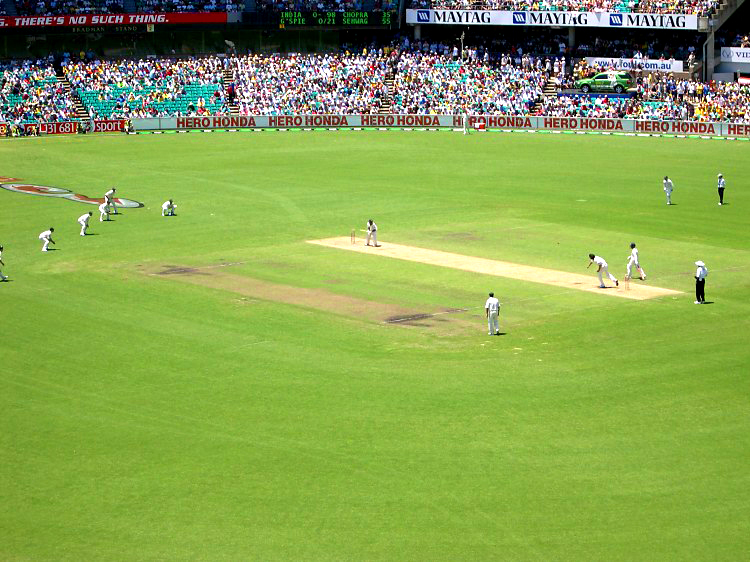
Cricket-Länderspiel Australien gegen Indien

## Fußball

Spieler und Funktionäre des DFB beim Länderspiel am 5. April 1908 in Basel

Das erste offizielle Länderspiel in der Geschichte des Fußballs fand am 30. November 1872 auf dem Hamilton Crescent bei Glasgow statt, als sich eine schottische und eine von Cuthbert Ottaway angeführte englische Auswahl gegenüberstanden. Das von rund 4.000 Zuschauern verfolgte Spiel endete mit einem 0:0-Unentschieden. Erst fast 30 Jahre später, am 20. Juli 1902 folgte das erste offizielle Länderspiel zweier nicht-britischer Auswahlmannschaften und zugleich das erste Länderspiel außerhalb Europas: In Montevideo trafen Uruguay und Argentinien (0:6) aufeinander. Die besondere Lage in Südamerika mit wenigen Gegnern führte in der Folge dazu, dass dies die häufigste Begegnung auf Länderebene ist. Am 12. Oktober 1902 folgte dann das erste offizielle Länderspiel zweier nicht-britischer europäischer Auswahlmannschaften: Das Spiel zwischen einem österreichischen und einem ungarischen Team in Wien endete 5:0, Jan Studnicka steuerte drei Tore bei – die Begegnung zwischen einer österreichischen und einer Schweizer Auswahl vom 8. April 1901 gilt als nicht-offiziell. Das erste als offiziell anerkannte Spiel einer Schweizer Auswahl datiert auf den 12. Februar 1905, als in Paris eine französische Auswahl mit 1:0 gewann. Das erste offizielle Länderspiel in der Geschichte des deutschen Fußballs am 5. April 1908 in Basel endete mit einer 3:5-Niederlage der deutschen gegen die Schweizer Auswahl – zuvor hatte es schon 7 Spiele gegeben, die als Ur-Länderspiele in die Geschichte eingingen.
Das erste Länderspiel zwischen einer europäischen und einer außereuropäischen Mannschaft fand am 20. August 1916 in Stockholm zwischen Schweden und den USA statt und endete 3:2 für die USA. 1920 fand das erste Spiel zwischen einer europäischen und einer afrikanischen Mannschaft statt, am 28. August 1920 besiegte Italien die ägyptische Mannschaft bei den Olympischen Spielen in Gent mit 2:1. 1924 fanden während der Olympischen Spiele die ersten Spiele zwischen Europa und Südamerika statt. Am 26. Mai 1924 besiegte Uruguay in Paris Jugoslawien mit 7:0.
Hieß das erste Länderspiel zwischen Deutschland und der Schweiz noch „freundschaftlicher Länderkampf“, so kam es im Laufe der letzten Jahrzehnte bei Länderspielen immer wieder zu Auseinandersetzungen zwischen so genannten Fans. 1969 lösten Ausschreitungen bei einem WM-Qualifikationsspiel einen Krieg, den „Fußballkrieg“ zwischen Honduras und El Salvador aus.
Mittlerweile zählt der DFB 16 Spieler mit mindestens 100 Länderspielen, allerdings zählt die FIFA für Hans-Jürgen Dörner im Gegensatz zum DFB nur 96. Rekord-Nationalspieler im Herrenfußball ist Lothar Matthäus mit 150 Länderspielen, der damit auch mehrere Jahre europäischer Rekordhalter war. Bis Mitte der 60er Jahre waren Auswechslungen im Fußball nur in Freundschaftsspielen möglich. Da nach dem Zweiten Weltkrieg die A-Nationalmannschaft nicht mehr an den Olympischen Spielen teilnahm, war Uwe Seeler der erste Spieler nach dem Krieg, der mit seinem 72. und letzten Länderspiel den Vorkriegsrekord von Paul Janes überbieten konnte. Weil jeder Einsatz, auch wenn er nur wenige Minuten dauert, als Länderspiel zählt, kommen seitdem selbst durchschnittliche Spieler auf viele Länderspiele. Zudem sind durch die Fußball-Europameisterschaften weitere Qualifikationsspiele hinzugekommen und auch die politischen Umwälzungen im vormaligen Ostblock haben dazu geführt, dass es mehr Spiele wurden, da die europäischen Qualifikationsgruppen für die Welt- und Europameisterschaften ab den 90er Jahren größer wurden. Auch wurde die Südamerika-Qualifikation zur WM geändert: Wurde diese bis zur WM 1994 in Kleingruppen ausgetragen, so treten seit der Qualifikation für die WM 1998 alle zehn südamerikanischen Mannschaften zweimal gegeneinander an, so dass bis zu 18 Spiele pro Mannschaft notwendig sind, wenn keine südamerikanische Mannschaft als Veranstalter direkt qualifiziert ist. Allerdings nahm dafür die Zahl der inoffiziellen Pokalwettbewerbe (z. B. Taça do Atlântico) in Südamerika ab.
Bei den Frauen sind es sogar 28 Spielerinnen der deutschen Nationalmannschaft, die mindestens 100 Länderspiele vorweisen können, wobei die nicht mehr aktiven Birgit Prinz (214), Kerstin Stegemann (191), Ariane Hingst (174), Anja Mittag (158) und Bettina Wiegmann (154) vierundsechzig, einundvierzig, vierundzwanzig, acht bzw. vier mehr aufzuweisen haben als Matthäus. Allerdings muss dabei berücksichtigt werden, dass bei den Frauen die A-Nationalmannschaft – wenn sie sich dafür qualifiziert – an den Olympischen Spielen teilnimmt, während es bei den Männern ab Mitte der 50er Jahre bis in die 80er Amateurmannschaften und ab dann U23-Mannschaften waren, womit die Frauen auf mehr Turniere kommen. Zudem begannen viele Frauen in den ersten Jahren ihre Länderspielkarriere früher und wurden seltener verletzt. Die einzige aktive deutsche Nationalspielerinnen mit mehr als 100 Länderspielen ist derzeit Sara Däbritz.
In Österreich ist Andreas Herzog der einzige Mann, der mit 103 Spielen eine dreistellige Zahl erreicht hat. Er wird mittlerweile von Nina Burger übertroffen, die als erste Österreicherin die 100er-Marke erreichte und derzeit auf 105 Länderspiele kommt. In der Schweiz haben mittlerweile je vier Spieler und vier Spielerinnen mehr als 100 Länderspiele erreicht, Rekordhalter ist der nicht mehr aktive Heinz Hermann mit 117 Spielen bei den Männern und Lara Dickenmann bei den Frauen mit 135 Spielen.
Als Weltrekordhalter bei den Männern galt lange Zeit mit 181 Länderspielen Mohammad ad-Daʿayyaʿ, von denen die FIFA nun aber nur noch 178 Spiele als A-Länderspiele wertet. Am 29. Februar 2012 machte der Ägypter Ahmed Hassan sein 179. von mittlerweile 184 Spielen. Am 18. März 2021 wurden von rsssf.org mehrere malaysische Spieler, darunter Soh Chin Ann mit 224 in die von rsssf.org geführte Liste aufgenommen, die Zahl der Spiele später aber mehrfach geändert. Seit dem 3. August 2021 wird er auch von der FIFA mit den meisten Spielen (195) geführt. Der Kuwaiter Bader al-Mutawa ist mit 188 Länderspielen der aktuell aktive Spieler mit den meisten Länderspielen. Bei den Frauen ist die nicht mehr aktive US-Amerikanerin Kristine Lilly mit 354 Einsätzen alleinige Rekordspielerin. Der erste Spieler, der 100 Länderspiele erreichte, war der Engländer Billy Wright. Am 11. April 1959 stellte er diese Marke auf und blieb bis zum 14. Juni 1970 Rekordhalter. Bei den Frauen ist die Norwegerin Gunn Nyborg die erste Spielerin, für die das Datum des 100. Länderspiels (30. November 1991) bekannt ist.
Siehe auch:
Liste der ersten Fußball-Länderspiele
Liste der ersten Frauenfußball-Länderspiele
Liste der Fußballspieler mit mindestens 100 Länderspielen
Liste der Fußballspielerinnen mit mindestens 100 Länderspielen
FIFA-Regelung zu Länderspielen

### Die meisten Spiele

#### Männer
24 Mannschaften haben mehr als 800 Länderspiele bestritten, die meisten (16) aus Europa, vier aus Südamerika und drei aus Asien und eine aus Nordamerika:
1. Südkorea: 1138 (seit 2. August 1948), 800. Spiel am 16. Mai 2002 (nach FIFA-Zählung)
2. Schweden: 1109 (seit 12. Juli 1908), 800. Spiel am 24. März 2001
3. Argentinien: 1076 bis 1091, je nach Zählung (seit 20. Juli 1902), 800. Spiel am 17. November 2004 (nach RSSSF-Zählung) bzw. 13. Juli 2004 (nach FIFA-Zählung)
4. England: 1068 (seit 30. November 1872), 800. Spiel am 29. März 2003
5. Brasilien: 1053 (seit 20. September 1914), 800. Spiel am 22. Juni 2006 (nach FIFA-Zählung)
6. Deutschland: 1023 (seit 5. April 1908), 800. Spiel am 26. Mär. 2008
7. Ungarn: 1000 bis 1022, je nach Zählung (seit 12. Oktober 1902), 800. Spiel am 3. September 2005 (nach Verbandszählung) bzw. 17. November 2007 (nach FIFA-Zählung)
8. Mexiko: 937 bzw. 998, je nach Zählung (seit 1. Januar 1923 nach Verbandszählung bzw. 30. Mai 1928 nach FIFA-Zählung), 800. Spiel am 17. November 2015 (nach FIFA-Zählung)
9. Uruguay: 969 bis 978, je nach Zählung (seit 20. Juli 1902), 800. Spiel am 29. März 2011 (nach FIFA-Zählung)
10. Thailand: 940 (seit 20. August 1948), 800. Spiel am 5. März 2014
11. Frankreich: 925 (seit 1. Mai 1904), 800. Spiel am 8. Oktober 2015
12. Dänemark: 914 (seit 19. Oktober 1908), 800. Spiel am 18. November 2014
13. Norwegen: 898 (seit 12. Juli 1908), 800. Spiel am 12. November 2014
14. Polen: 863 bis 896 (seit 18. Dezember 1921), 800. Spiel am 25. Juni 2016 (FIFA-Zählung)
15. Italien: 885 (seit 15. Mai 1910), 800. Spiel am 9. Oktober 2017
16. Niederlande: 871 (seit 30. April 1905), 800. Spiel am 24. März 2019
17. Schweiz: 868 (seit 12. Februar 1905), 800. Spiel am 5. September 2019
18. Österreich: 841 (seit 12. Oktober 1902), 800. Spiel am 26. Juni 2021
19. Jugoslawien (511) +  Serbien und Montenegro (125) +  Serbien (204): 840  (seit 28. August 1920), 800. Spiel am 7. September  2021
20. Belgien: 840 (seit 1. Mai 1904), 800. Spiel am 8. September 2021
21. Chile: 840 (seit 27. Mai 1910), 800. Spiel am 9. September 2021
22. Japan: 839 (seit 7. Mai 1917), 800. Spiel am 6. Juni 2022
23. Schottland: 834 (seit 30. November 1872), 800. Spiel am 12. November 2021
24. Tschechoslowakei (481) +  Tschechien (347): 828 (seit 28. August 1920), 800. Spiel am 9. Juni 2022

(Stand: 6. Januar 2025)
Sieben Mannschaften gelang es bisher mindestens 2000 Tore zu schießen (ohne Tore im Elfmeterschießen, aber inkl. Eigentore durch die Gegner):
1. England am 15. November 2011 (aktuell: 2341, 2,19 pro Spiel)
2. Brasilien am 5. März 2014 (aktuell: 2277, 2,16 pro Spiel)
3. Deutschland am 8. Juli 2014 (aktuell: 2298, 2,24 pro Spiel)
4. Schweden am 4. September 2014 (aktuell: 2210, 1,99 pro Spiel)
5. Ungarn am 12. November 2021 (aktuell: 2046, 2,00 pro Spiel)
6. Argentinien am 16. November 2022 (aktuell: 2071, 1,90 pro Spiel)
7. Südkorea am 5. Dezember 2022 (aktuell: 2059, 1,81 pro Spiel)

#### Frauen
Bei den Frauen haben seit dem ersten von der FIFA anerkannten Länderspiel am 17. April 1971 19 Länder mindestens 300 Spiele bestritten:
1. Vereinigte Staaten: 760 (seit 18. August 1985), 300. Spiel am 17. Mai 2003 (nach Verbandszählung)
2. Volksrepublik China: 623 bzw. 636 (seit 20. Juli 1986), 300. Spiel am 27. August 2006 (nach FIFA-Zählung)
3. Schweden: 597 bis 614, je nach Zählung (seit 25. August 1973), 300. Spiel am 11. August 2004 (nach Verbandszählung)
4. Norwegen: 578 bis 582, je nach Zählung (seit 7. Juli 1978), 300. Spiel am 9. März 2005 (nach FIFA-Zählung) bzw. 31. Mai 2005 (nach Verbandszählung)
5. Deutschland: 542 (seit 10. November 1982), 300. Spiel am 28. Oktober 2007
6. Dänemark: 516 bzw. 517 (seit 27. Juli 1974), 300. Spiel am 7. März 2008 (nach FIFA-Zählung) bzw. 12. März 2008 (nach Verbandszählung)
7. Frankreich: 464 bzw. 467, je nach Zählung (seit 17. April 1971), 300. Spiel am 15. Juni 2011 (nach Verbandszählung) bzw. 30. Juni 2011 (nach FIFA-Zählung)
8. Italien: 536 nach FIGC-Zählung / 543 Spiele nach RSSSF-Zählung (seit 28. November 1971), 300. Spiel am 8. März 2006 (nach RSSSF-Zählung) bzw. 31. März 2010 (nach FIFA-Zählung)
9. Niederlande: 496 bzw. 499 (seit 17. April 1971), 300. Spiel am 24. November 2011 (nach FIFA-Zählung)
10. England: 472 bzw. 465 nach FIFA-Zählung (seit 2. Juni 1971), 300. Spiel am 12. Juli 2013 (nach FIFA-Zählung)
11. Kanada: 471 (seit 7. Juli 1986), 300. Spiel am 11. März 2013
12. Japan: 446 nach FIFA Zählung (seit 6. September 1981), 300. Spiel am 14. Mai 2014
13. Australien: 444, inkl. Spiele, die von der FIFA nicht berücksichtigt wurden, z. B. bei Kontinentalmeisterschaften gegen Nicht-FIFA-Mitglieder (seit 25. August 1975), 300. Spiel am 9. März 2015 (nach FIFA-Zählung)
14. Finnland: 427 nach FIFA-Zählung / 368 nach RSSSF-Zählung (seit 26. Juli 1974), 300. Spiel am 10. Juli 2013
15. Schottland: 396, (seit 18. November 1973), 300. Spiel am 7. Juni 2016
16. Schweiz: 374 bis 391, (offiziell seit 4. Mai 1972), 300. Spiel am 19. September 2017 (SFV) bzw. 24. November 2017 (FIFA)
17. Brasilien: 356 bis 372, (seit 22. Juli 1986), 300. Spiel am 10. November 2019 (rsssf)
18. Russland: 343 bis 360, (seit 17. Mai 1992, zuvor 28 von der FIFA gezählte Spiele der UdSSR), 300. Spiel am 8. Juni 2018 (russ. Verband) bzw. 18. September 2020 (FIFA)
19. Belgien: 342, (seit 30. Mai 1976), 300. Spiel am 30. November 2021
20. Portugal: 336 bis 338, (seit 24. Oktober 1981), 300. Spiel am 22. Juni 2022
21. Island: 305, (seit 20. September 1981), 300. Spiel am 12. Juli 2024

(Stand: 6. Januar 2025)
Neun Mannschaften gelang es bisher, mindestens 1000 Tore zu schießen (ohne Tore im Elfmeterschießen, aber inkl. Eigentore durch den Gegner):
1. USA am 3. Februar 2004 (aktuell: 2304, 3,03 pro Spiel)
2. China am 15. Juli 2009 (aktuell: 1427, 2,21 pro Spiel)
3. Deutschland am 15. Februar 2012 (aktuell: 1554, 2,87 pro Spiel)
4. Schweden am 5. April 2014 (aktuell: 1358, 2,21 pro Spiel)
5. Norwegen am 18. Juni 2014 (aktuell: 1321, 2,27 pro Spiel)
6. Italien am 10. April 2018 (aktuell: 1172, 2,11 pro Spiel)
7. Japan am 21. Januar 2022 (aktuell 1108, 2,43 pro Spiel)
8. Dänemark am 12. April 2022 (aktuell 1058, 2,04 pro Spiel)
9. England am 23. Februar 2024 (aktuell 1025, 2,17 pro Spiel)

### Häufigste Paarungen
Die häufigsten Begegnungen fanden zwischen Nachbarn statt:
1. Argentinien – Uruguay: 206 Spiele[9] (davon 185 offizielle Spiele) zwischen 1901 und 2021
2. Österreich – Ungarn: 137 Spiele zwischen 1902 und 2016
3. Belgien – Niederlande: 127 Spiele zwischen 1905 und 2018
4. England – Schottland: 115 Spiele zwischen 1872 und 2021
5. Argentinien – Brasilien: 111 Spiele[10]. (davon 109 von der FIFA gezählt) zwischen 1914 und 2021
6. Schweden – Norwegen: 109 Spiele zwischen 1908 und 2019
7. Schottland – Wales: 108 Spiele zwischen 1876 und 2015 (häufigste Paarung zwischen 2 Ländern ohne gemeinsame Landgrenze)
8. Dänemark – Schweden: 106 (107[11]) Spiele zwischen 1913 und 2020
9. England – Wales: 103 Spiele zwischen 1879 und 2020
10. Argentinien – Paraguay 104 Spiele[12] (davon 101 von der FIFA gezählt) zwischen 1919 und 2019
11. England – Irland (bis 1920)/Nordirland (ab 1921): 98 Spiele zwischen 1882 und 2005, davon 35 gegen Irland vor 1921

Deutschland spielte am häufigsten gegen die Schweiz (53 Spiele), die Schweiz am häufigsten gegen Italien (61 Spiele). Dies ist auch für Italien die häufigste Paarung.
Bei den Frauen trafen bisher Kanada und die USA am häufigsten aufeinander (63 Spiele). Häufigste Paarung in Europa ist Dänemark gegen Schweden (56 Spiele, zudem ein für Schweden gewertetes Spiel in der Qualifikation für die WM 2019, da die Däninnen nicht antraten). Häufigster Gegner der deutschen Frauen ist Norwegen (42 Spiele), die Schweizerinnen spielten am häufigsten (25 Spiele plus 2 Spiele mit unsicherem Status) gegen Italien, die Österreicherinnen bestritten wie ihre männlichen Kollegen die meisten Spiele (14) gegen Ungarn.
Die meisten interkontinentalen Vergleiche gab es bei den Männern zwischen Brasilien und Mexiko (41) und bei den Frauen zwischen den USA und China (58). Brasilien bestritt auch die meisten Spiele gegen Mannschaften anderer Konföderationen: 313 (= höchste Anzahl eines Landes gegen Mannschaften einer anderen Konföderation) gegen europäische Mannschaften, 99 gegen CONCACAF-Mannschaften, 37 gegen afrikanische Mannschaften, 39 gegen AFC-Mannschaften, acht gegen OFC-Mannschaften und eins gegen Israel als dies keiner Konföderation angehörte, d. h. 510 von 1000 Spielen und damit 51 % seiner Spiele.

### Höchste Siege
In der Liste der höchsten Länderspielsiege stehen auffällig viele Spiele gegen pazifische Inselstaaten. In 14 (6 bei den Männern und 8 bei den Frauen) von der FIFA anerkannten Spielen erzielte eine Mannschaft mehr als 20 Tore.
Das höchste Ergebnis, bei dem dem unterlegenen Gegner ein Tor gelang, ist das 1:17 zwischen Frankreich und Dänemark bei den Olympischen Spielen 1908.
1. Australien – Amerikanisch-Samoa 31:0 (Coffs Harbour, Australien; 11. April 2001, siehe Fußballländerspiel Australien – Amerikanisch-Samoa 2001)
2. Tahiti – Cookinseln 30:0 (Papeete, Tahiti; 2. September 1971)
3. Fidschi – Kiribati 24:0 (Suva, Fidschi; 24. August 1979)
4. Nordkorea (Frauen) – Singapur (Frauen) 24:0 (Taipeh, Taiwan; 6. Dezember 2001)
5. Australien – Tonga 22:0 (Coffs Harbour, Australien; 9. April 2001)
6. Libyen – Oman 21:0 (Bagdad, Irak; 1. April 1966)
7. China (Frauen) – Philippinen (Frauen) 21:0 (Kota Kinabalu, Malaysia; 24. September 1995)
8. Japan (Frauen) – Guam (Frauen) 21:0 (Panyu, China; 5. Dezember 1997)
9. Kanada (Frauen) – Puerto Rico (Frauen) 21:0 (Etobicoke, Kanada; 28. August 1998)
10. Neuseeland (Frauen) – Samoa (Frauen) 21:0 (Auckland, Neuseeland; 9. Oktober 1998)
11. Australien (Frauen) – Amerikanisch-Samoa (Frauen) 21:0 (Auckland, Neuseeland; 9. Oktober 1998)
12. Nordkorea – Guam 21:0 (Taipeh, Taiwan; 11. März 2005)
13. Kuba (Frauen) – Britische Jungferninseln (Frauen) 21:0 (Santo Domingo, Dominikanische Republik; 3. Oktober 2007)
14. Jordanien (Frauen) – Kuwait (Frauen) 21:0 (Amman, Jordanien; 7. Juni 2013)

## Handball
Das erste Länderspiel in der Handballgeschichte fand am 13. September 1925 in Halle (Saale) statt. Das Feldhandballspiel der beiden Männermannschaften von Deutschland und Österreich endete 3:6 für Österreich.
Fast genau fünf Jahre später, am 7. September 1930, wurde das erste deutsche Länderspiel der Frauen ausgetragen. Wie schon bei den Männern standen sich auch dieses Mal
Deutschland und Österreich gegenüber. Und auch in diesem in Prag ausgetragenen Feldhandballspiel gewann Österreich (4:5).

## Rugby
Im Rugby werden Länderspiele meist als Test bezeichnet. Im Gegensatz zu vielen anderen Sportarten, aber ähnlich zum Cricket, werden im Rugby nicht nur Spiele ausschließlich mit Nationalmannschaften als Länderspiel gezählt, sondern auch Spiele von anerkannten Mehrnationenauswahlen. So vertreten im Rugby Union die British and Irish Lions die Verbände Großbritanniens und Irlands und die Pacific Islanders fünf pazifische Inselstaaten.